# North Cowton
North Cowton is een civil parish in het bestuurlijke gebied Richmondshire, in het Engelse graafschap North Yorkshire met 503 inwoners.

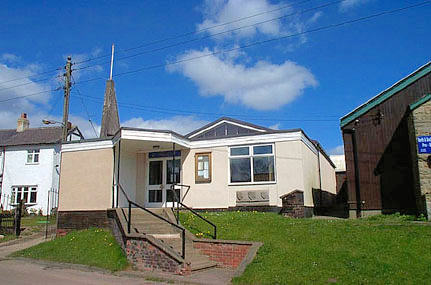
Kerk van St Luke